# Klasztor Franciszkanów w Obornikach
Klasztor Franciszkanów w Obornikach – jeden z rejestrowanych zabytków miasta Oborniki, w województwie wielkopolskim.

## Historia
Oryginalny budynek klasztoru został zapewne zbudowany z drewna. Zachowane do czasów obecnych późnobarokowe skrzydło zostało zbudowane razem z nowym kościołem w 1768 roku z cegły. W 1814 roku świątynia została całkowicie zniszczona przez armię rosyjską. Po kasacie klasztoru w 1820 roku, obiekt został przekazany gminie protestanckiej i zamieniony na kaplicę luterańską. Po wybudowaniu w mieście w 1891 roku kościoła protestanckiego klasztor został przeznaczony na magazyn. Obecnie należy do miasta Oborniki.
W 1970 roku zachowane skrzydło klasztoru zostało wpisane do rejestru zabytków. W 1993 roku w budynku miał miejsce pożar, który całkowicie zniszczył dach razem z konstrukcją jego więźby. Pomimo późniejszych wielokrotnych nakazów Wielkopolskiego Wojewódzkiego Konserwatora Zabytków budynek obiekt nie został wyremontowany, ani zabezpieczony.
Skrzydło klasztoru jest murowane, wzniesione z cegły, z użyciem kamienia polnego, otynkowane, zbudowane na planie prostokąta, dwukondygnacyjne i dziewięcioosiowe, nakryte było dawniej dwuspadowym dachem, który został z zniszczony przez wspomniany wcześniej pożar w 1993 roku.